# Poppon
Poppon ewentualnie Gompon, jako ta sama osoba (ur. w X w., zm. w 1008) – pierwszy biskup krakowski od 1000 r. 
Był Niemcem pochodzącym z Turyngii, kształcił się w magdeburskiej szkole archikatedralnej. Wzniósł na Wawelu kościół św. Gereona, nawiązujący stylem do podobnych budowli w  marchiach saskich. Prawdopodobnie za jego posługi wybudowano w Krakowie rotundę Najświętszej Marii Panny. Wymieniony przez Thietmara, który zapisał, że utworzonej właśnie (999–1000) metropolii gnieźnieńskiej poddano wówczas 3 biskupów: Reinberna, biskupa katedry solno-kołobrzeskiej, Poppona krakowskiego i Jana wrocławskiego (Reinbernum Salsae Cholbergiensis aeclesiae episcopum, Popponem Cracuaensem, Iohannem Wrotizlaensem).